# Jonathan Bernier
Jonathan Bernier (Laval, 7 agosto 1988) è un hockeista su ghiaccio canadese professionista di ruolo portiere. Dal 2013 gioca nella National Hockey League con la squadra di New Jersey Devils. Con la maglia dei Los Angeles Kings ha vinto la Stanley Cup 2012.

## Palmarès

### Club
- Stanley Cup: 1

Los Angeles: 2011-12
- Coppa Spengler: 1

Team Canada: 2012

### Nazionale
- Campionato mondiale di hockey su ghiaccio Under-20: 1

Rep. Ceca 2008